# Мухаметзянова, Гузель Валеевна
Гузе́ль Вале́евна Мухаметзя́нова (2 сентября 1938, Заинск, Заинский район, Татарская АССР, РСФСР, СССР — 15 октября 2013, Казань, Татарстан, Россия) — советский и российский педагог, доктор педагогических наук, профессор, академик Российской академии образования (1996), заслуженный деятель науки Российской Федерации (1997).

## Биография
Родилась 2 сентября 1938 года в Заинске Татарской АССР.
В 1960 году окончила Казанский государственный педагогический институт по специальности «учитель русского языка, литературы и истории». Преподавала в средней школе.
В 1973 году окончила аспирантуру Казанского государственного университета и защитила кандидатскую диссертацию. Около 16 лет возглавляла лабораторию НИИ теории и методов воспитания Академии педагогических наук СССР при кафедре педагогики Казанского университета и заведовала кафедрой гуманитарного образования Казанского государственного технологического университета (до 1999 года).
В 1988 году защитила докторскую диссертацию, стала доктором педагогических наук. В 1990 году Мухаметязновой было присвоено ученое звание профессора.
С 1992 года — руководитель Института среднего профессионального образования РАО (в настоящее время — Институт педагогики и психологии профессионального образования РАО).
В 1993 году ею был создан Казанский социально-юридический институт (ныне — Академия социального образования). Ей удалось создать уникальный в своём роде научно-образовательный комплекс — «Институт педагогики и психологии профессионального образования РАО — Академия социального образования», в котором осуществляется подготовка специалистов с высшим образованием, научных кадров по педагогическим и психологическим наукам. Данный комплекс стал своеобразной экспериментальной площадкой академии.
В 1996 году Мухаметзянова была избрана действительным членом Российской академии образования. В истории республики — это единственная представительница татарского народа, ставшая академиком.
Гузель Валеевна — автор 450 научных работ, в том числе 30 монографий по актуальным вопросам обучения и воспитания в общеобразовательной школе, техникумах, колледжах и высших учебных заведениях, которые широко известны педагогической общественности и получили международное признание.
Возглавляла докторский совет по защите диссертаций по педагогическим и психологическим наукам при Институте педагогики и психологии профессионального образования. Являлась членом Экспертного совета ВАК Минобрнауки России.
Вела общественную работу, была членом Совета по Государственным премиям при Правительстве России, Комиссии по помилованию при Президенте Республики Татарстан, Генерального совета стратегического развития Казани, главный редактор журнала «Казанский педагогический журнал», председатель Ассоциации негосударственных вузов Республики Татарстан. Была председателем комиссии по образованию и науке Общественной палаты Республики Татарстан.
Скончалась 15 октября 2013 года в Казани после продолжительной болезни в возрасте 75 лет. Похоронена на Арском кладбище.

## Награды
Российские
- Орден Дружбы (2005 год) — за достигнутые трудовые успехи и многолетнюю плодотворную деятельность[6].
- Премия Правительства Российской Федерации в области образования (2005 год) — за цикл трудов «Научно-методическое обеспечение среднего профессионального образования»[7].
- Почётное звание «Заслуженный деятель науки Российской Федерации» (1997 год) — за заслуги в научной деятельности[8].
- Отличник народного просвещения (1987 год)[9].

Татарстанские
- Орден «За заслуги перед Республикой Татарстан» (2008 год) — за значительный вклад в подготовку высококвалифицированных специалистов, многолетнюю плодотворную научно-педагогическую и общественную деятельность[10].
- Благодарность президента Республики Татарстан (2013 год) — за многолетнюю плодотворную научно-педагогическую деятельность и значительный вклад в развитие и совершенствование системы профессионального образования в республике[11].
- Государственная премия Республики Татарстан в области науки и техники (2011 год) — за цикл работ «Модернизация профессионального образования: системный взгляд на проблему»[12].
- Почётное звание «Заслуженный учитель школы Татарской АССР[тат.]» (1987 год)[13].
- Занесение в Книгу почёта Казани (2006 год)[14].

Профессиональные
- Медаль К. Д. Ушинского (1998 год)[9].
- Золотая медаль Российской академии образования «За достижения в науке» (2007 год) — за выдающийся вклад в психолого-педагогическую науку, развитие и укрепление РАО[15].